# Crotalometra magnicirra
Crotalometra magnicirra is een haarster uit de familie Thalassometridae.
De wetenschappelijke naam van de soort werd in 1905 gepubliceerd door Francis Jeffrey Bell.